# Gustav Klucis
Gustav Klucis (letton : Gustavs Klucis) est un peintre letton né le 4 janvier 1895 et mort le 26 février 1938.

## Biographie
Il fait ses études à l'École des Beaux-Arts de Riga (1913-1915) chez Janis Rozentāls, Vilhelms Purvītis et Jānis Roberts Tillbergs, puis à l'École de la Société impériale d'encouragement des beaux-arts de Saint-Pétersbourg (1915-1917).
Lors de la révolution d'Octobre Klucis rejoint l'unité de tirailleurs volontaires combattant aux côtés de bolcheviks à Saint-Pétersbourg,. Après la Première Guerre mondiale, dès 1918, il installe à Moscou son propre atelier et suit les cours de Kazimir Malevitch puis ceux d’Antoine Pevsner et Constantin Korovine au sein des Ateliers supérieurs d’art et de technique (Vkhoutemas). En 1919, il est un des premiers artistes à réaliser un photomontage qu'il nomme Ville dynamique – premier d'une belle série.
En 1920, il adhère au PCUS et rejoint le groupe d'artistes qui mirent leur foi politique au service du Parti communiste pour mettre l'art à son service en réalisant des créations destinées à la diffusion de ses messages de propagande. Il utilise les photos des icônes de l'époque, comme celle de Lénine, pour réaliser des montages photographiques mettant en avant la puissance de son éloquence et de son dynamisme. En ce sens, il participe à l'image nouvelle de l'homo sovieticus.
En 1920, il fait connaissance de Valentina Kulagina (1902–1987), alors étudiante aux Ateliers artistiques libres d’État (Svomas). Il l'encourage d'entrer à Vkhoutemas et l'épouse l'année suivante.
Après le décès de Lénine en 1924, Gustav Klucis se lance dans le perfectionnement de la technique du photomontage, cherchant à faire de la photographie une alternative à la peinture de chevalet, mais surtout pour exprimer les idéaux de la révolution et contribuer à inspirer au spectateur un sentiment de grandeur, d’appartenance à un destin commun soviétique. Il est nommé à son tour professeur de théorie des couleurs à Vkhoutemas en 1924. Il est impliqué dans les activités de l'association culturelle lettonne Prometejs (Prometheus), fondée à Moscou en 1924, tout comme quelques-uns de ses compatriotes, notamment Aleksandrs Drēviņš, Karlis Veidemanis et Voldemars Andersons. L'année 1928 est celle où il est au sommet de son art et de sa gloire, ses photomontages vont atteindre des formats monumentaux.
En 1928 également, avec Dimitri Moor, Alexandre Deïneka, Sergueï Eisenstein, Esther Choub, Moïsseï Ginzbourg, Alexandre et Viktor Vesnine, il cofonde le groupe Oktiabr (Octobre), déclaré comme association panrusse de représentants des nouveaux genres de travail artistique.
Lors de l'Exposition internationale de la presse à Cologne en 1928, avec Sergueï Senkin, il contribue à l'élaboration du stand des brigades artistiques soviétiques conçu par Lazar Lissitzky au pavillon d'URSS,.
Klucis fait partie de la délégation soviétique à l'Exposition universelle de 1937 à Paris.
Arrêté le 16 janvier 1938, il fut condamné à mort par une commission du NKVD le 11 février 1938 pour « participation à  une organisation terroriste nationaliste contre-révolutionnaire ». Il fut exécuté le 26 février 1938 au polygone de Boutovo, près de Moscou, avec d'autres intellectuels et artistes lettons. Les circonstances de sa mort ne furent révélées qu'en 1989.
Il fut réhabilité le 25 août 1956.
Ses œuvres sont exposées à la Galerie Tretiakov, Museum of Modern Art, au Musée national des arts de Lettonie.
En 2007, le réalisateur Pēteris Krilovs lui consacre le film Klucis, l'homme qui créa l'image du paradis soviétique (titre letton Gustavs Klucis. Nepareizais latvietis),.

## Galerie photographique

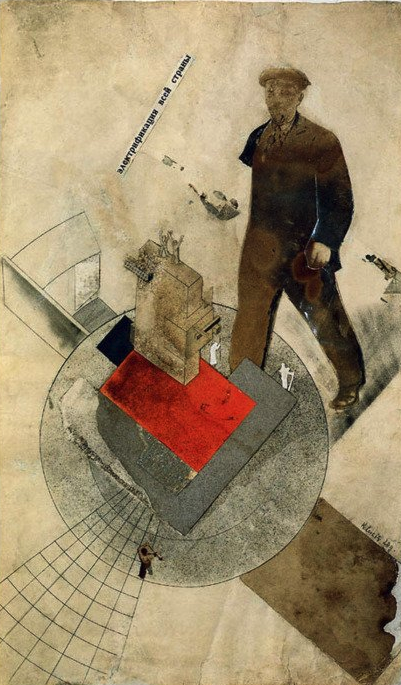
L'électrification du pays entier, 1920
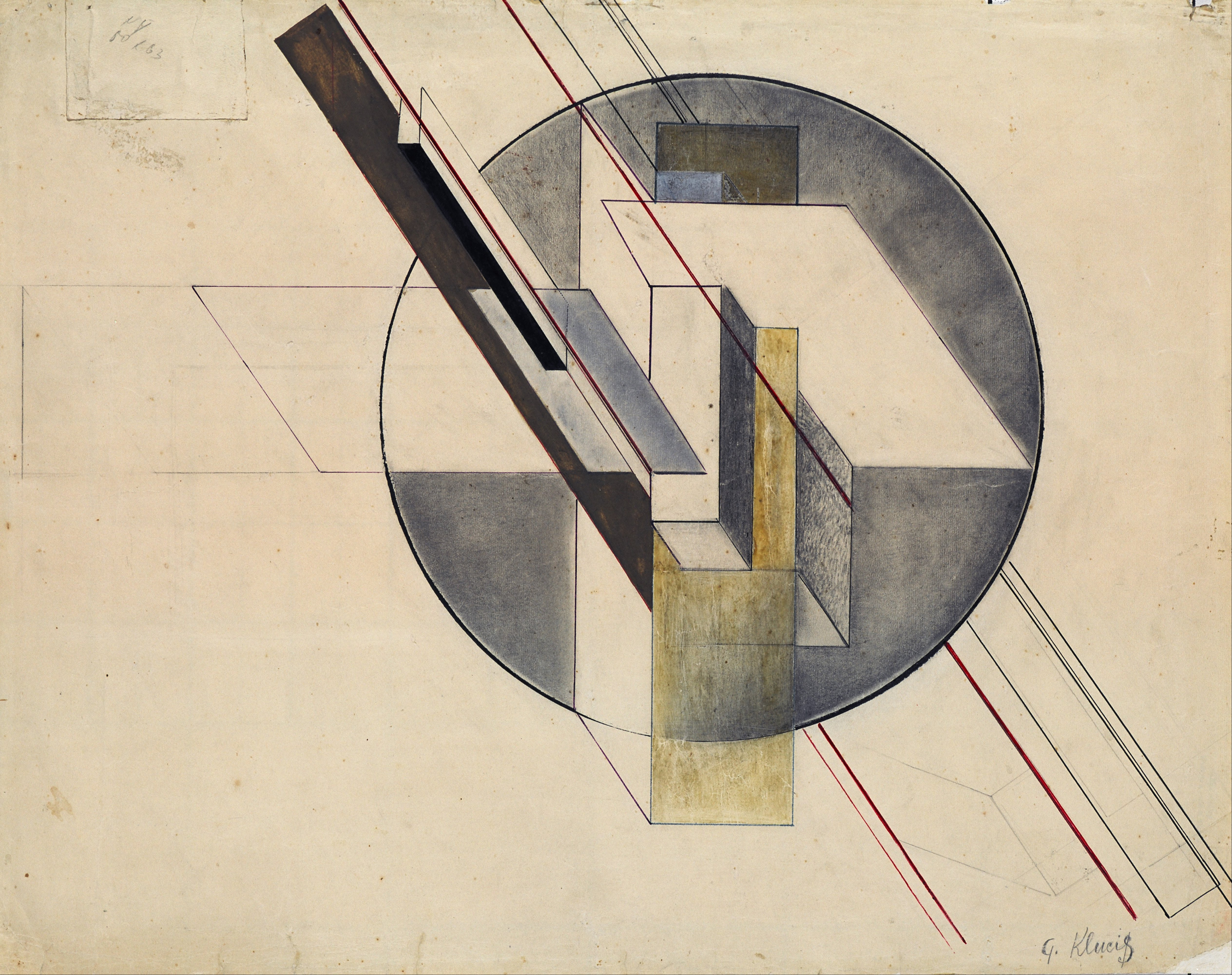
Construction. Lithographie, photomontage. 1921
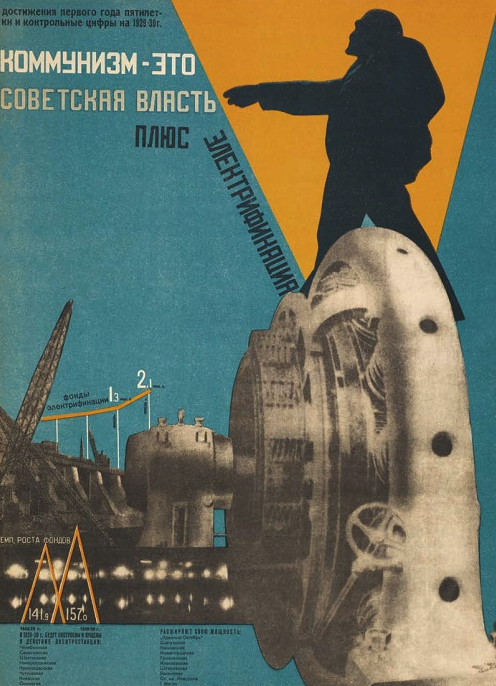
Poster sur l'électrification, 1929